# ピットくん
ピットくんは、こくみん共済 coop（全国労働者共済生活協同組合連合会）のマスコットキャラクター。
ピットくんファミリーや、47都道府県のご当地ピットくんがいる。